# Trusinai mészárlás
Az trusinai mészárlás 1993. április 16-án történt a bosznia-hercegovinai Konjic községben található Trusina faluban, ahol a Bosznia-Hercegovinai Köztársaság hadserege (ARBiH) 22 embert, négy horvát katonát és 18 horvát civilt ölt meg a horvát-bosnyák háború során.

## Az események lefolyása
A Konjic községben található Trusina faluban április 16-án reggel 8 és 9 óra között kezdődtek meg a harcok a bosznia-hercegovinai hadsereg és a Horvát Védelmi Tanács (HVO) erői között. Az első néhány óra után az ARBiH Zulfikar Ališpaga parancsnoksága alatt álló alakulata áttörte a horvát védelmet, és ez alkalommal horvát katonákat ejtett foglyul. A HVO nyolc tagját felsorakozták és azonnal lelőtték, 18 civilt pedig különböző helyszíneken öltek meg. A megmaradt civileket, főként nőket és gyerekeket, több magánházban vették őrizetbe, majd hagyták őket elmenni a faluból. Az elkövetők a „Zulfikar” egység tagjai voltak.
Az eseménynek összesen 24 horvát áldozata volt, 18 horvát civil meghalt, négyen pedig megsebesültek. Az áldozatok között egy két, és egy négy éves gyermek is volt. A Horvát Védelmi Tanács három katonája is meghalt, akik korábban adták meg magukat. Ellentétben az ahmići bosnyákok lemészárlásával, amelyre ugyanazon a napon került sor, és ahol az UNPROFOR és a világ legnagyobb televízióinak forgatócsoportjai azonnal megjelentek, Trusina falu brutálisan meggyilkolt horvátjai soha nem kaptak ekkora médiavisszhangot. A médiavisszhang akkor sem változott, amikor 1994. november 14-én, 570 nappal a háborús bűntény után, a meggyilkolt horvátok földi maradványait átszállították a ljuti dolaci Jedinica katolikus temetőbe. Az egyik áldozatot nem tudták elszállítani, mert a háborús bűnösök úgy ölték meg, hogy a saját házával együtt égett el.
2004-ben az áldozatok tiszteletére egy minden jel nélküli szerény emlékművet építettek.

## Vizsgálatok és tárgyalások
Ezzel a bűncselekménnyel kapcsolatban a bosznia-hercegovinai rendőrség szeptember közepén kezdte meg a bűncselekménnyel gyanúsítottak köztük Mustafa Buturović, Jusuf Hadžajlija, Nusret Avdibegović, Senad Memić, Salko Gušić, Sefer Halilović, Nedžad Hodžić, más néven (Džon Vejn), Mensur Memić Menta, Dževad Salčin Struja és Senad Hakalović letartóztatását. Két másik gyanúsítottat, Edin Džekót és Rasema Handanovićot az Egyesült Államok adta ki a bosnyák hatóságoknak. Ezzel a bűncselekménnyel kapcsolatban a bosnyák rendőrség 2009 decemberében letartóztatott egy bosnyák rendőrt is. 2010. március 22-én a bosnyák rendőrség 19 horvát civil meggyilkolásában Trusinában játszott szerepéért letartóztatta a bosnyák erők egykori parancsnokát. A vádak szerint azért tartóztatták le, mert „parancsnokként tudnia kellett, hogy dandárjának tagjai bűncselekményt követtek el, de semmit sem tett az elkövetők megbüntetésére”. Hakalović két olyan dandárt irányított, amelyek tagjait a vádirat bűnösséggel vádolta. Februárban a rendőrség letartóztatta a második dandár parancsnokát, Zulfikar Ališpagát is.
A per tanúinak vallomása szerint Mensur Memić, Dževad Salčin, Nedžad Hodžić, Nihad Bojadžić és Zulfikar Ališpaga – akik 1993-ban a „Zulfikar” egység tagjai voltak. Őket 2011-ben és 2012-ben háborús bűnökkel vádolták meg azzal kapcsolatban, hogy amikor az ARBiH erői legyőzték a falut őrző gyenge HVO-őrséget, és a HVO négy tagja megadta magát, a faluba behatolva elfogták az összes civilt. A HVO mind a négy elfogott tagját lelőtték, további 18 civilt pedig megöltek.
2012 áprilisában, miután beismerte bűnösségét, Rasema Handanovićot, a „Zulfikar” egység tagját és a trusinai bűncselekmény résztvevőjét elítélték hadifoglyok és civilek elleni háborús bűnökért. Tekintettel arra, hogy a nő mindössze 21 éves volt a bűncselekmény elkövetésekor, és a parancsnak megfelelően járt el, továbbá megbánást tanúsított, a bíróság öt év börtönbüntetésre ítélte. Az alacsony büntetés egyik oka az volt, hogy beleegyezett abba, hogy tanúskodjon a trusinai bűncselekmény más gyanúsítottjai ellen.
Öt évig tartó tárgyalás után 2015 szeptemberében a bosznia-hercegovinai bíróság Nedžad Hodžićot 12, Mensur Memićet 10 év börtönre, Edin Džekot 13 évre, Rasema Handanović "Zoljat" pedig 5 évre ítélte. Az egyik vádlott, Zulfikar Ališpaga, a Zulfikar egység parancsnokának betegsége miatt a pert megosztották. Az ARBiH Zulfikar egységének volt parancsnokhelyettesét, Nihad Bojadžićot a bosznia-hercegovinai bíróság 2015-ben 15 év börtönbüntetésre ítélte, 2017 januárjában pedig a fellebbviteli testület az ítéletet megerősítette. 2016-ban Nihad Bojadžićot egy másik perben egy év börtönbüntetésre ítélték horvát foglyok ellen Jablanicában elkövetett bűncselekmények miatt.

## Emlékezés az áldozatokra
2017. április 14-én az UDIK bemutatott egy könyvet a trusinai mészárlásról. Az UDIK elnöke, Edvin Kanka Ćudić ez alkalomból kijelentette:
„Maradandó feljegyzést akartunk készíteni mindarról, ami történt, és Bosznia-Hercegovina nagyközönségének akartunk valós ismereteket adni erről a bűncselekményről, vagyis arról, hogy lehetetlen elfelejteni egy ilyen bűncselekményt, mert tudniuk kell, hogy Trusinát valahogy figyelmen kívül hagyják, ha a Bosznia-Hercegovinában elkövetett bűncselekményekről van szó, vagyis nincs sok polémia és vita ezzel a bűncselekménnyel kapcsolatban."

## Bibliográfia
- Edvin Kanka Ćudić: Ratni zločin u Trusini - Presude, UDIK, 2017., ISBN 978-9926-8011-6-8

## Fordítás
Ez a szócikk részben vagy egészben  a    Pokolj u Trusini című horvát Wikipédia-szócikk ezen változatának fordításán alapul.  Az eredeti cikk szerkesztőit annak laptörténete sorolja fel. Ez a jelzés csupán a megfogalmazás eredetét és a szerzői jogokat jelzi, nem szolgál a cikkben szereplő információk forrásmegjelöléseként.